# Lucy Wills
Lucy Wills fou una hematòloga anglesa, nascuda el 10 de maig de 1888 a Sutton Coldfield, Birmingham, i morta el 26 d'abril de 1964, que va investigar les causes de l'anèmia macrocítica a l'embaràs i va descobrir el factor nutricional que la causava i la guariaː l'àcid fòlic.
Viatjà a l'Índia per investigar una forma greu d'anèmia que afectava les treballadores embarassades de la indústria tèxtil a Bombai. Sospitant de la desnutrició com a causa, va descobrir el que es va conèixer com a Wills Factor, quan la salut d'un mico de laboratori va millorar després de ser alimentat amb Marmite, un aliment fet amb l'extracte de llevat. Investigacions posteriors van demostrar que era l'àcid fòlic, un ingredient avui recomanat per a les mares embarassades de tot el món per combatre l'anèmia macrocítica.

## Orígens familiars i formació
Lucy Wills era filla de William Leonard Wills, llicenciat en ciències per l'Owens College de Manchester, i de Gertrude Annie Wills, de soltera Johnston, i va créixer a la zona de Birmingham. Va començar els estudis en una escola privada local, la Tanglewood School. El setembre del 1903, Wills va continuar els estudis secundaris al Cheltenham Ladies' College, un dels primers internats britànics a educar estudiants femenines en ciències i matemàtiques, unint-se a la seva germana gran, Edith Wills.
El setembre de 1907, Lucy Wills va començar els estudis al Newnham College de Cambridge, on obtingué un doble grau en botànica i geologia el 1911. Tot i que en aquell moment se li va permetre fer els exàmens de la Universitat de Cambridge, com a dona que era no podia rebre un títol de Cambridge.
Lucy Wills va perdre successivament el seu pare al 1911 i la seva germana gran, Edith, el 1913. Aquell any, Lucy Wills i la seva mare van viatjar a Ceilan, on van visitar familiars i amics. El 1914 ella va viatjar a Sud-àfrica, on una de les seves amigues del Newnham College, Margaret Hume, era professora de botànica a Ciutat del Cap en aquella època, al South African College. Quan va esclatar la Primera Guerra Mundial, Lucy Wills va passar unes setmanes com a infermera voluntària en un hospital de Ciutat del Cap i després va tornar a Anglaterra. Potser aquesta estada treballant com a infermera la va decidí a cursar medicina.

## Carrera mèdica
Al gener de 1915, Wills es va matricular a la London School of Medicine for Women del Royal Free Hospital, la primera escola anglesa oberta a dones estudiants de medicina. La seva intenció era especialitzar-se en psiquiatria, ja que estava interessada en les teories de Freud, però finalment es va sentir més atreta per la biologia mèdica i química.
Es va graduar com a doctora l'any 1920, amb el títol de llicenciada del Royal College of Medicine de Londres, atorgat el maig de 1920, i els títols de llicenciada en Medicina i Cirurgia de la Universitat de Londres de desembre de1920.
Va treballar durant un temps al laboratori de Química patològica del Royal Free Hospital, que aleshores no era gaire actiu, ja que els exàmens bioquímics encara eren poc sol·licitats pels equips sanitaris, en aquell moment.
Margaret Balfour, que treballava a l'Institut Haffkine de Bombai, es va posar en contacte amb Lucy Wills i li va oferir una plaça de recerca a Bombai, en nom del Servei Mèdic Indi, per estudiar l'anèmia de l'embaràs que es produïa entre les treballadores de la indústria tèxtil; Wills va aprofitar aquesta oportunitat.
Va ser a Bombai i a Coonoor on va publicar, a partir de 1930, una sèrie d'estudis remarcables que posaven de manifest una deficiència de l'anomenat aleshores factor Wills, més tard conegut com a àcid fòlic. La prevenció i curació s'aconseguia amb extractes de llevat.
Amb l'esclat de la Segona Guerra Mundial, Wills va tornar a la Gran Bretanya, on va reprendre les seves funcions al Royal Free Hospital com a patòloga. Va acabar la seva carrera hospitalària l'any 1947, continuant el seu interès per la nutrició mèdica a través del treball a Sud-àfrica i les illes Fiji. Per a la seva jubilació, va comprar una casa a Chelsea, i en els darrers anys es va convertir en diputada laborista al consell local.

## Obra
El 1929-1931, Wills va descriure per primera vegada, en una sala de maternitat de Bombai, una afecció òssia (osteomalàcia) en dones musulmanes embarassades. Es tractava de dones que vivien en les condicions de Purdah, amb segregació física i poca exposició a la llum solar. Demostrà que era una deficiència de vitamina D.
El 1931 també va descobrir que certes anèmies greus de l'embaràs que afectaven les treballadores tèxtils (anèmia macrocítica tropical, semblant a l'anèmia perniciosa) eren curables amb un extracte de fetge o un extracte de llevat utilitzat en la composició de Marmite una pasta espessa que es pren amb pa a Anglaterra. Aleshores demostra que aquesta anèmia es troba en altres poblacions caracteritzades per una dieta monòtona, desproveïda de fruites i verdures verdes.
Posteriorment, aquest nutrient s'identificaria i s'anomenaria àcid fòlic (vitamina B9) o folacina, els derivats del qual constitueixen un grup de molècules anomenades folats. Aquest nom de fòlic i folat, que data de 1941, prové de la seva abundància en les fulles d'espinacs.